# Майкъл Дудикоф
Майкъл Джоузеф Стивън Дудикоф (на английски: Michael Dudikoff) е американски актьор.

## Биография

### Произход и младежки години
Дудикоф е роден на 8 октомври 1954 г. в Редондо Бийч, Калифорния. Баща му е руснак и Дудикоф говори малко руски. Майка му е канадка от френски произход, която свири на пиано. Дудикоф е четвърто от пет деца в семейството. 
Завършва гимназията Уест в Торънс, Калифорния. По-късно учи детска психология в колежа Харбър. През това време работи в изправителен център за младежи Седар Хаус. Почиства маси в „Beachbum Burt's“ в Редондо Бийч, за да си плаща образованието. По време на един обяд Дудикоф среща Мак Евънс, който е моден редактор в списание „Esquire“, който го убеждава да участва в модно ревю в Нюпорт Бийч, и майка му го окуражава да го направи. След няколко успешни ревюта Дудикоф се мести в Лос Анджелис и впоследствие пътува до Ню Йорк и Милано, в края на 20-те си години.

### Филмова кариера
Дудикоф започва да се снима в реклами за Coppertone, Coca-Cola за Япония, Army Reserve и Stridex. Първата му телевизионна роля идва след среща с агента Сид Крейг. Тя е на първото гадже на Джоани в ситкома „Happy Days“. Другите му роли в телевизионни сериали са в „Далас“ и „Gimme a Break!“. Майкъл Дудикоф е най-разпознаваем като Джо Армстронг от „Американски нинджа“ (1985). Поредицата е от 5 филма, а той взима участие в първия, втория и четвъртия.
Филми с негово участие са и „Ергенско парти“, „Отмъщението“, „Командир на взвод“, „Реката на смъртта“, „Джак киборга“, „Скоростно потапяне“ и „В нейна защита“.
В интервю през 2012 г. казва, че иска да участва в „Непобедимите 3“, както и за възможно продължение на „Американски нинджа“ и „Отмъщението“.

### Личен живот
Дудикоф помага на други актьори и участва в бойни изкуства, включително и бразилско джиу джицу. Женен е и има две деца, както и две кученца чихуахуа.

## Избрана филмография
- „Трон“ (1982)
- „Ергенско парти“ (1984)
- „Американски нинджа“ (1985)
- „Отмъщението“ (1986)
- „Американски нинджа 2“ (1987)
- „Командир на взвод“ (1988)
- „Реката на смъртта“ (1989)
- „Среднощен стопаджия“ (1990)
- „Американски нинджа 4“ (1990)
- „Човешки щит“ (1992)
- „Спаси ме“ (1992)
- „Командна верига“ (1994)
- „Джак киборга“ (1995)
- „Войници“ (1996)
- „Скоростно потапяне“ (1997)
- „Мускетари завинаги“ (1998)
- „В нейна защита“ (1999)